# 디지털 스토리텔링
디지털 스토리텔링(digital storytelling)은 1995년 미국 콜로라도에서 열린 디지털 스토리텔링 페스티벌에서 처음 사용된 개념이며 디지털 매체 기반의 콘텐츠 제작을 위한 스토리 창작기술을 말한다.

## 정의
디지털 스토리텔링이란 디지털이라는 기술환경에서 멀티미디어라는 툴을 활용해 창조되는 모든 이야기 행위이다.
U.C. 버클리 대학의 디지털 스토리텔링 센터의 공동창립자인 Joe Lambert는“오래된 이야기 기술을 새로운 미디어에 끌어들여 변화하고 있는 현재 삶에 맞게 가치 있는 이야기들로 맞춰가는 것”이라고 정의했다.한국문화콘텐츠진흥원과 아젠다리서치그룹이 발행한 CT기술동향보고서에서 디지털 스토리텔링이란 "디지털 기술을 환경으로 삼거나 표현 수단으로 활용하여 이루어지는 스토리텔링 기법"이라고 표현하고 있다. 한국과학기술원 인문사회과학부 최혜실 교수는 디지털 스토리텔링이란 "컴퓨터 상에서 일어나는 모든 서사행위, 웹상의 상호작용적인 멀티미디어 서사 창조들"이라 표현하고 있으며 여기에는 텍스트 뿐 아니라 이미지, 음악, 목소리, 비디오, 애니메이션 등을 포함한다고 한다.

## 분류
디지털 스토리텔링(Digital storytelling)은 크게 디지털 인터렉티브 스토리텔링(Digital interactive storytelling)과 디지털 리니어 스토리텔링(Digital linear storytelling)으로 구분할 수 있다.
디지털 인터렉티브 스토리텔링(Digital interactive storytelling)은 디지털 게임 스토리텔링을 포함한 상호작용이 가능한 모든 매체에서 나타나는 스토리텔링이며 그 시작은 CD-ROM 콘텐츠에서 발생하는 사용자와 콘텐츠 사이의 커뮤니케이션을 위한 스토리텔링 방식에서 그 기원을 찾을 수 있다.
- 컴퓨터 게임 스토리텔링(Computer game storytelling)은 게임 기획자가 게임 제작을 위해 구사하는 스토리텔링과 사용자가 게임을 진행하면서 생산하는 스토리텔링을 가리킨다. 그래픽, 사운드, 영상과 더불어 텍스트와 결합된 형태로 존재하며 사용자의 시점, 게임을 하고 있는 사용자의 현재 시간 및 게임 속의 공간이 중요한 요소로써 작용한다.
- 하이퍼텍스트 스토리텔링(Hypertext storytelling)은 웹상의 하이퍼텍스트를 통해 이동하는 사용자의 행동패턴 및 로그파일을 바탕으로 예측되는 라이프스타일을 기술하는 스토리텔링을 가리킨다.
- 미디어 아트를 위한 디지털 스토리텔링(Digital storytelling for media art)은 사용자 행동에 따라서 예측 불가능한 스토리텔링 또는 예측 가능한 반응을 만들어내고 그에 따른 사용자의 재반응을 가능하게 하는 스토리텔링을 가리킨다.

디지털 리니어 스토리텔링(Digital linear stroytelling)은 디지털 매체에서 사용자에게 이야기를 전달하는 선형적인 구조의 스토리텔링을 가리킨다.
- 컴퓨터 애니메이션 스토리텔링(Computer animation storytelling)은 전통적인 영화 및 애니메이션의 서사구조와 유사한 선형적인 방식의 스토리텔링이다. 기존의 영화 및 애니메이션에서 활용되던 스토리텔링 방식과 다르게 컴퓨터 애니메이션 스토리텔링은 장소의 활용도, 디지털 광각을 활용한 사물 묘사의 자유로움, 모션 캡처, CG를 활용하여 선형적인 서사에서 가능한 다양한 스토리의 범주를 보여주고 있다.
- 블로그를 위한 디지털 스토리텔링(Digital Storytelling for Blog)은 사용자가 블로그를 통해 사진, 사운드, 동영상과 같은 멀티미디어를 활용하여 특정 및 불특정 다수를 위해 행하는 스토리텔링을 가리킨다.

## 관련 기관
The Digital Storytelling Festival는 1995년 콜로라도에서 제1회를 개최한 후 2005년 샌프란시스코에서 제8회 째를 맞이했다. 본 페스티벌은 교육, 비즈니스, 뉴미디어, 엔터테인먼트 등의 분야에서 활용될 디지털 기술을 기반으로 하는 스토리를 만들고 공유하기 위한 작업 및 새로운 컨셉을 공유하기 위한 모임으로 디지털 스토리텔링에 대한 공개 강연과 뉴 미디어를 통한 디지털 이야기 창작 워크숍을 중심으로 이루어진다. 이 페스티벌의 로고가 캠프파이어로 설정되어 있는데 이것은 매체 민주주의를 상징하는 것이다.
Center for Digital Storytelling은 Joe Lambert와 Nina Mullan이 공동창립한 캘리포니아 버클리에 위치한 비영리 예술 지원 및 교육 센터이다. 일반인, UC 버클리 학생과 교수진들을 대상으로 디지털 스토리텔링 작업에 필요한 지식을 전달하기 위한 워크샵을 진행 중이다.
The Digital Storytelling & Cognition Laboratory(DiSCo lab)은 2006년 카이스트 문화기술대학원 설립과 함께 만들어진 연구소로서 스토리 원형 발굴 및 Story Developing System, 인간과 컴퓨터의 상호작용에서 디지털 커뮤니케이션, 신경미학 등 디지털 스토리텔링과 관련된 전 영역을 연구한다.

## 같이 보기
- 스토리텔링
- 인터랙티브 스토리텔링
- 스토리 디자인
- 게임학

## 추가 문헌
- L. Manovich. (2002). 《The Language of New Media》. The MIT Press. ISBN 0-2626-3255-1.
- E. Aarseth. (1997). 《Cybertext: Perspectives on Ergodic Literature》. Johns Hopkins University Press. ISBN 0-8018-5579-9.
- Fancois Dominic Laramee. (2002). 《Game Design Perspectives》. Charles river mdeia. ISBN 1-58450-090-5.